# Christian Strohal
Christian Strohal (* 1. Mai 1951 in Wien) ist ein österreichischer Diplomat.

## Leben
Strohal studierte Rechtswissenschaft, Volkswirtschaft und Internationale Beziehungen in London, Genf und Wien, wo er 1975 zum Dr. iur. promovierte. Ab 1976 war er als Diplomat für das österreichische Außenministerium tätig, er wurde unter anderem nach London, Genf und Rabat versetzt. Bei den Konferenzen des Helsinki-Prozesses, die die seinerzeit noch KSZE genannte Organisation (heute OSZE) konstituierten, war er Mitglied der Delegations Österreichs. Von 1985 bis 1988 arbeitete er als Leiter des Menschenrechts-Büro des Ministeriums. In den Jahren von 1988 bis 1992 war er stellvertretender Leiter der österreichischen Mission bei den Vereinten Nationen in Genf. 1992/93 war er als Sonderbotschafter mit der Vorbereitung und Durchführung der Weltkonferenz über Menschenrechte in Wien befasst. Es folgte 1994 die Berufung zum Leiter der Menschenrechtsabteilung des Bundesministeriums für auswärtige Angelegenheiten. Diesen Posten bekleidete Strohal bis zum Jahr 2000, in diesem Jahr wurde er als Botschafter nach Luxemburg berufen. Im März 2003 trat er seinen Posten als neuer Direktor des Büro für demokratische Institutionen und Menschenrechte (ODIHR/BDIMR) der OSZE in Warschau an.
2008 wurde er Ständiger Vertreter Österreichs bei den Vereinten Nationen in Genf, 2013 Ständiger Vertreter bei der OSZE in Wien.
Seit 2016 ist er Sonderbeauftragter für den österreichischen Vorsitz der OSZE 2017.
Im Rahmen seiner beruflichen Aufgaben nahm Strohal diverse Aufgaben bei den Vereinten Nationen wahr. So war er von 1990 bis 1992 Vorsitzender der Western Human Rights Group der UN-Menschenrechtskommission (MRK), 1997/98 hatte er den Vizevorsitz der MRK inne. Er diente in der Folge 2011–2012 als Vizepräsident des UN-Menschenrechtsrates und als Präsident der Governing Bodies der Internationalen Organisation für Migration (IOM) sowie als Präsident der Compensation Commission des UN-Sicherheitsrates (2009–2010). Zwischen 2007 und 2012 vertrat er Österreich auch als stv. Mitglied im Verwaltungsrat der Europäischen Grundrechteagentur.
Er hat eine Reihe von Artikeln zu Fragen der Menschenrechte und der internationalen Sicherheitspolitik publiziert und hält Vorträge u. a. an der Universität Wien, der Diplomatischen Akademie in Wien, der Genfer Academy on International Humanitarian Law and Human Rights und dem European Inter-University Center for Human Rights in Venedig sowie an der Princeton University.
Für sein Engagement im Bereich der Menschenrechte wurde Strohal 2008 mit dem Felix-Ermacora-Menschenrechtspreis und der Pro Merito Medaille der Europäischen Kommission für Demokratie durch Recht (Venedig Kommission) ausgezeichnet. Er ist Mitglied des International Institute for Human Rights.